# شعار الصين
شعار الصين (بالصينية: 中华人民共和国国徽) هو رمز وطني لجمهورية الصين الشعبية ويحتوي في دائرة حمراء على تمثيل لباب تيانانمن، بوابة المدخل إلى المدينة المحرمة، حيث أعلن ماو تسي تونغ تأسيس جمهورية الصين الشعبية في عام 1949. وفوق هذا التمثيل توجد النجوم الخمس الموجودة على العلم الوطني. تمثل النجمة الأكبر الحزب الشيوعي الصيني (CCP)، بينما تمثل النجوم الأربعة الأصغر الفئات الاجتماعية الثورية الأربعة مثلما هو محدد في الماوية. يوصف الشعار بأنه يتألف من أنماط العلم الوطني:
...يرمز اللون الأحمر للعلم إلى الثورة، واللون الأصفر إلى الأشعة الذهبية البراقة التي تشع من الأرض الحمراء الشاسعة. وتصميم النجوم الأربعة الأصغر التي تحيط بواحدة أكبر يشير إلى وحدة الشعب الصيني تحت قيادة الحزب الشيوعي الصيني (CPC).

- (من كتاب الصين السنوي 2004)
يظهر على الحافة الخارجية للدائرة الحمراء سنابل من القمح وسنابل داخلية من الأرز، والتي تمثل معًا العمال الزراعيين. يوجد في مركز الجزء السفلي من الحافة عجلة تمثل العمال الصناعيين.
وفقًا لـ وصف الشعار الوطني لجمهورية الصين الشعبية، ترمز هذه العناصر مجتمعة إلى النضالات الثورية للشعب الصيني منذ حركة الرابع من مايو والتحالف البروليتاري الذي نجح في تأسيس جمهورية الصين الشعبية.

## تاريخًيا

### فترة بييانغ
لم يكن لإمبراطورية الصين خلال عهد أسرة تشينغ التي قادها المانشو شعار دولة رسمي، ولكن كان العلم يتميز بالتنين الأزرق على حقل أصفر عادي مع شمس حمراء وغراب بثلاثة أرجل في الزاوية العلوية اليسرى. أصبح هذا العلم هو العلم الوطني الأول للصين ويشار إليه عادة باسم علم التنين الأصفر.
بعد نهاية حكم المانشو، رأى القادة أن الرموز الوطنية الجديدة كانت ضرورية لتمثيل الظروف المتغيرة. كُلف الكتاب المشهورين لو شون، تشيان داوسون، وشو شوشانغ من وزارة التعليم بتصميم شعار وطني جديد. قُدم الشعار في 28 أغسطس 1912 واعتُمد كشعار وطني في فبراير 1913. واصل الرئيس الإمبراطور يوان شيكاي استخدامه خلال فترة حكمه الإمبراطوري القصيرة من 1915 إلى 1916. يستند الشعار إلى الرموز القديمة لاثني عشر زينة. أول ذكر لهذه الرموز كان في كتاب الوثائق للإمبراطور شون. ووفقًا للتقاليد الشفوية، يُعتقد أنه عاش في فترة ما بين 2294 و2184 قبل الميلاد. وفقًا للكتاب، تمنى الإمبراطور استخدام الرموز على الأثواب الرسمية للدولة.

### فترة الوطنية
أدت الحملة الشمالية بقيادة الجنراليسيمو شيانغ كاي شيك وحزب الكومينتانغ إلى الإطاحة بحكومة بييانغ المتناحرة لكن المعترف بها دوليًا في عام 1928. أدى ذلك إلى دولة حزب واحد تحت حكم الكومينتانغ المعروف بعقد نانجينغ. لذلك استُبدل الشعار الوطني برمز حزب الكومينتانغ (السماء الزرقاء مع شمس بيضاء). ظل علم السماء الزرقاء والشمس البيضاء والأرض الحمراء بالكامل علم جمهورية الصين حتى اليوم. خلال هذه الفترة، تحت وصاية الكومينتانغ السياسية، شارك علم السماء الزرقاء والشمس البيضاء نفس الظهور مع علم جمهورية الصين. تكونت العروض من علم الكومينتانغ على اليسار وعلم جمهورية الصين على اليمين، كل واحد يميل بزاوية مع صورة الأب الوطني صن يات صن معروضة في الوسط. بعد إعلان دستور جمهورية الصين، أزيل علم الحزب من هذا العرض ونُقل العلم الوطني إلى المركز.
منذ نقل حكومة جمهورية الصين إلى تايوان وخاصة في السنوات التي تلت انتهاء القانون العرفي، فقد علم الكومينتانغ ظهوره. ومع ذلك، لا يزال يُرى بشكل متكرر على مباني حزب الكومينتانغ في التجمعات السياسية وغيرها من الاجتماعات لحزب الكومينتانغ وتحالف البلوز البان.

## شعارات التقسيمات
قبل سيطرة الشيوعيين على الصين، كانت تتيح جمهورية الصين للمقاطعات تصميم شعاراتها الخاصة. استُخدم شعارين فقط حتى الآن.
في 15 أبريل 1985، أعلنت مدينة تاييوان رسميًا شعارها، لتصبح أول مدينة في جمهورية الصين الشعبية تملك شعار مدينة.
كل من هونغ كونغ وماكاو لديهما شعاراتهم الخاصة. وقد أقر المجلس الوطني لنواب الشعب استخدام الشعارات القياسية للمنطقتين الإداريتين الخاصتين.
وفقًا للقانون الصيني منذ نوفمبر 1997، لا يُسمح إلا لهونغ كونغ وماكاو بامتلاك شعاراتهما الخاصة وأي مناطق أخرى كانت تمتلكها كان عليها التوقف عن استخدامها. تجاهل الجميع هذه القاعدة في عام 2011 عندما اختارت مدينة تشنغدو طائر الشمس الذهبي الموجود في موقع جينشا في المدينة كشعار لها.

## مصدر
1. ↑  Description of the National Emblem from Chinese Government web portal. نسخة محفوظة 2012-05-02 على موقع واي باك مشين.
2. ↑  National flag نسخة محفوظة 2007-06-04 على موقع واي باك مشين.
3. ↑  "国徽诞生记 清华大学建筑学院教授 秦佑国". مؤرشف من الأصل في 2023-07-30. اطلع عليه بتاريخ 2023-07-30.